# Anseau II de Traînel
Anseau II de Traînel, dit le Jeune ou le Bouteiller, ou Anseu, Ansel, Anselme, (né vers 1125, † en 1188 ou 1189) est le fils d'Anseau Ier de Traînel, seigneur de Traînel, et d'Hélissent de Montmirail, et donc le frère aîné de Garnier II de Traînel. Il est seigneur de Traînel, en Champagne, au milieu et à la fin du XIIe siècle.
Il participe avec son frère Garnier à la deuxième croisade en compagnie du roi Louis VII le Jeune et de la reine Aliénor d'Aquitaine, ainsi que du futur comte Henri Ier le Libéral dont il deviendra un des plus intimes conseillers. Ils combattent à la bataille du défilé de Pisidie puis à celle des bords du Méandre avant de participer au siège de Damas.
Il est d'abord fiancé avec Alix de Donzy, mais le père de cette dernière rompt son engagement et Anseau est obligé d'en requérir au comte de Champagne et au roi de France avant de prendre les armes contre lui.
Vers 1164, il fonde un chapitre de chanoines dans la chapelle de son château de Traînel.

## Biographie

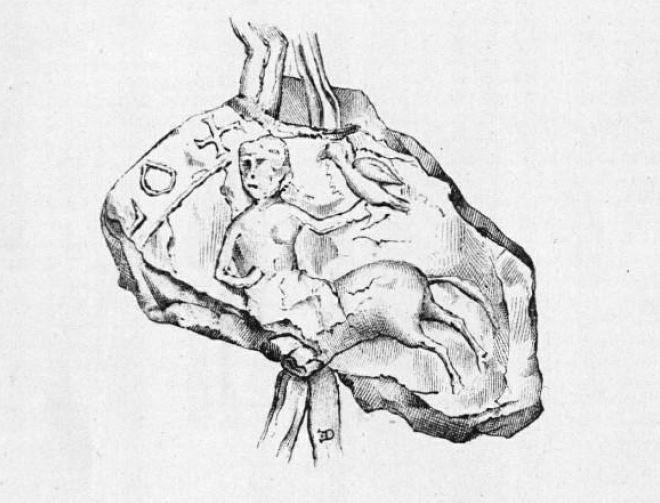
Sceau d'Anseau II de Traînel, 1183 (archives de l'abbaye de Vauluisant). Il y est représenté nu jusqu'à la ceinture, assis de côté sur un cheval courant et tenant un faucon à la main gauche.

### Origines et début de carrière
Né vers 1125, Anseau II de Traînel est le fils aîné d'Anseau Ier de Traînel, seigneur de Traînel, et d'Hélissent de Montmirail.
À la mort de son père en 1146, il hérite de la seigneurie familiale de Traînel, tandis que son frère puîné Garnier obtient de celle de Marigny.
Toutefois, du vivant de sa mère, son frère Garnier porte de concert avec lui le titre de seigneur de Traînel, probablement que l'héritage paternel n'est pas totalement réglé afin de permettre à sa veuve de garantir son douaire.
Garnier semble tout de même rester seigneur en partie de Traînel tout au long de sa vie.

### Participation à la deuxième croisade

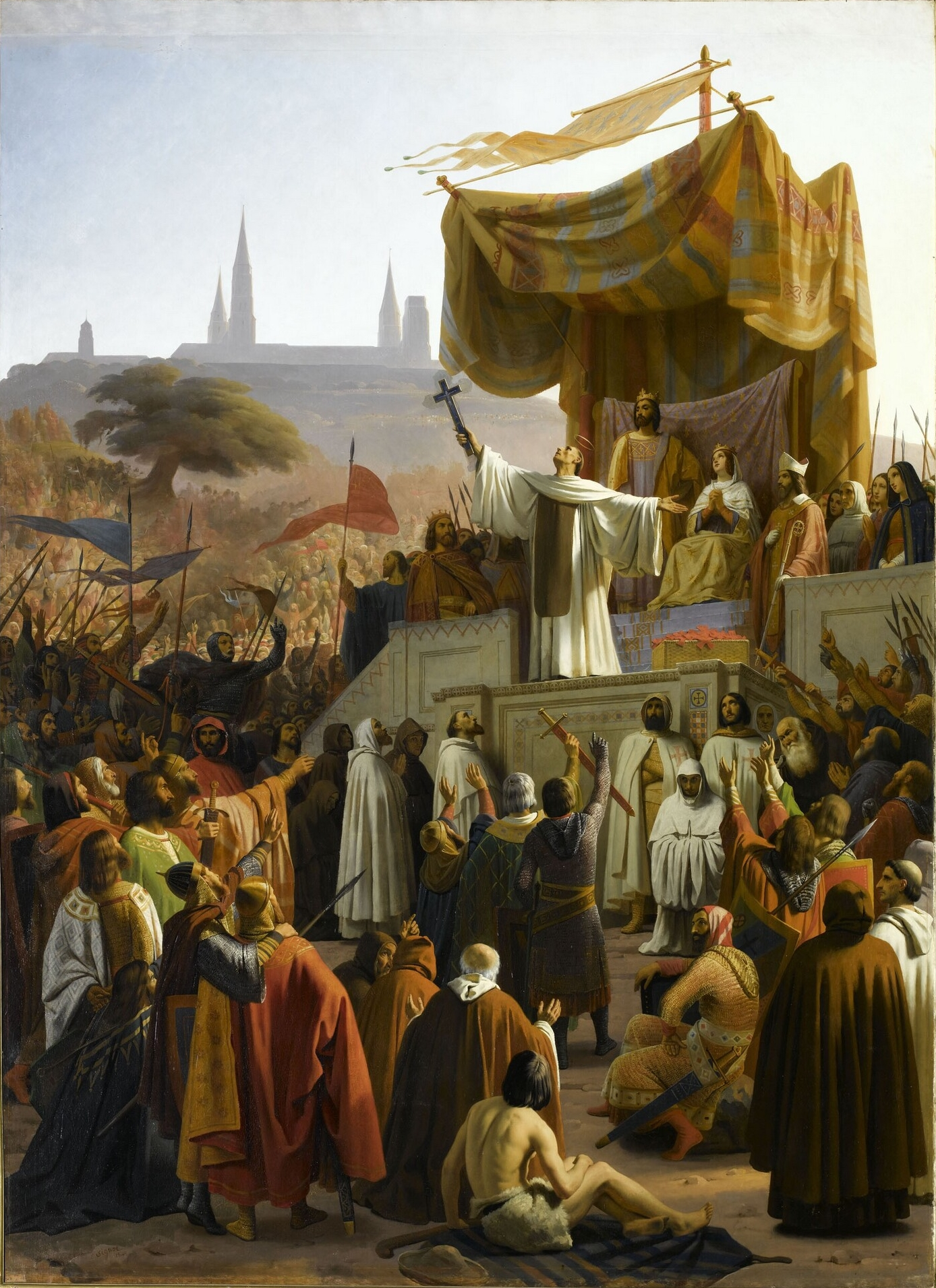
Saint-Bernard prêchant la 2e croisade, à Vézelay, en 1146.

Anseau est présent avec son frère Garnier à Vézelay lorsque Bernard de Clairvaux prêche la deuxième croisade le 31 mars 1146, jour de Pâques, en présence du roi Louis VII le Jeune et de la reine Aliénor d'Aquitaine, ainsi que du futur comte de Champagne Henri Ier le Libéral. Et tout comme le futur comte et leur roi, les deux frères décident de prendre la croix.
Pendant leurs préparatifs, Anseau et Garnier assistent au décès de leur père en juillet 1146, et Anseau devient seigneur de Traînel tandis que Garnier est quant à lui seigneur de Marigny.
Les deux frères partent après la Pentecôte 1147 de Metz puis passent par voie terrestre à travers l'Allemagne pour rejoindre la Terre Sainte avec l'armée croisée, où ils combattent aux côtés d'Henri de Champagne.
Sur la route d'Édesse, ils font partie des survivants de la défaite subie à la bataille du défilé de Pisidie le 9 janvier 1148 puis sont par la suite harcelés par les Turcs seldjoukides et combattent à la bataille des bords du Méandre.
Ils accompagnent ensuite Henri accompagne ensuite le roi Louis VII à Antioche le 19 mars 1148 puis à Jérusalem avant de participer au siège de Damas le 24 juillet 1148 qui est une défaite majeure des croisés et qui mène au démantèlement de la croisade.
Fin 1148 ou début 1149, ils accompagnent Henri de Champagne, qui à la demande de son père et par l'intermédiaire de saint Bernard, commence son voyage de retour sans attendre celui de Louis VII.

### Présence à la cour de Champagne

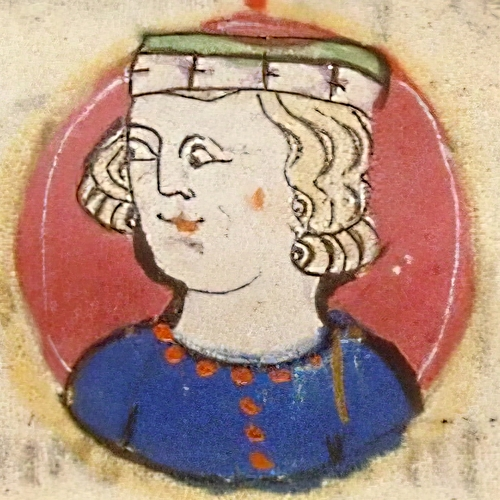
Henri Ier de Champagne.

Tout comme son frère Garnier, Anseau fait partie de l'entourage du comte Henri le Libéral et est l'un de ses plus intimes conseillers. Il figure comme témoin dans au moins 119 chartes de ce seigneur et remplit auprès de lui, et pendant toute la durée de son gouvernement, l'une des plus importantes fonctions, celle de bouteiller de Champagne,.
Preuve de sa probité, Anseau sert de caution vers 1165, avec Eudes de Pougy et Hugues III de Plancy, dans un différend entre le comte Henri le Libéral et l'évêque de Meaux, ou encore en 1166 où il sert de médiateur entre les religieux de Vézelay et le comte de Nevers.
Il fonde avec le comte Henri la ville de Villeneuve-sur-Vanne. En 1177, une charte du roi Louis VIII indique qu'Anseau tient la moitié de cette ville de l'archevêque de Sens et l'autre moitié du comte de Champagne.
À partir de 1181, après la mort du comte Henri, Anseau fait toujours partie de la cour comtale et apparait dans l'entourage de la comtesse Marie où il est cité comme témoin dans au moins une charte de la comtesse, puis en 1182, il sert d'arbitre pour un différents entre les moines de Vauluisant et les héritiers de Pouy.

### Premières fiançailles
En 1153, avec l'appui du comte Henri, il négocie son mariage avec Alix (ou Mathilde), fille de Geoffroi III de Donzy, dont les fiefs étaient voisins de la Champagne. Le mariage fût projeté à une date ultérieure, probablement à cause du jeune âge de la demoiselle, et Anseau et Henri rentrèrent chez eux. Puis, Étienne de Sancerre, frère cadet d'Henri, demanda à Geoffroi III de Donzy la main de sa fille, ce que ce dernier accepta malgré les fiançailles précédentes et fit même une dot plus importante que pour le seigneur de Traînel.
Une fois informé de la situation, celui-ci en appelle au comte de Champagne qui se trouve personnellement outragé par son frère et vassal qui viole un traité qu'il a lui-même ratifié. Anseau est accompagné dans sa requête par Hervé de Donzy, fils de Geoffroi III, qui estime que son père dilapide ses terres dans la dot de sa sœur. Henri porte l'affaire devant le roi de France Louis VII le Jeune. Le roi mène alors une armée avec le comte de Champagne, Thibaut V de Blois, Hervé de Donzy et Anseau, et assiège puis prend Saint-Aignan où se trouvent Étienne de Sancerre et sa femme. Ce dernier est obligé d'accepter un accord à l'amiable. Il doit restituer la dot de se femme au frère de celle-ci, Hervé de Donzy, et Anseau de Traînel garde la dot qu'il avait initialement négocié avec Geoffroi III de Donzy. Toutefois, le mariage entre Étienne de Sancerre et Alix de Donzy ayant été fait publiquement et consommé, ils purent rester ensemble, et Anseau est donc contraint de répudier la jeune femme.
Anseau épouse par la suite Ermesinde de Bar-sur-Seine, fille du comte de Bar-sur-Seine Gui Ier et de Pétronille de Chacenay, et sœur de Manassès, évêque de Langres, dont il aura deux enfants.

### Rapport avec le clergé

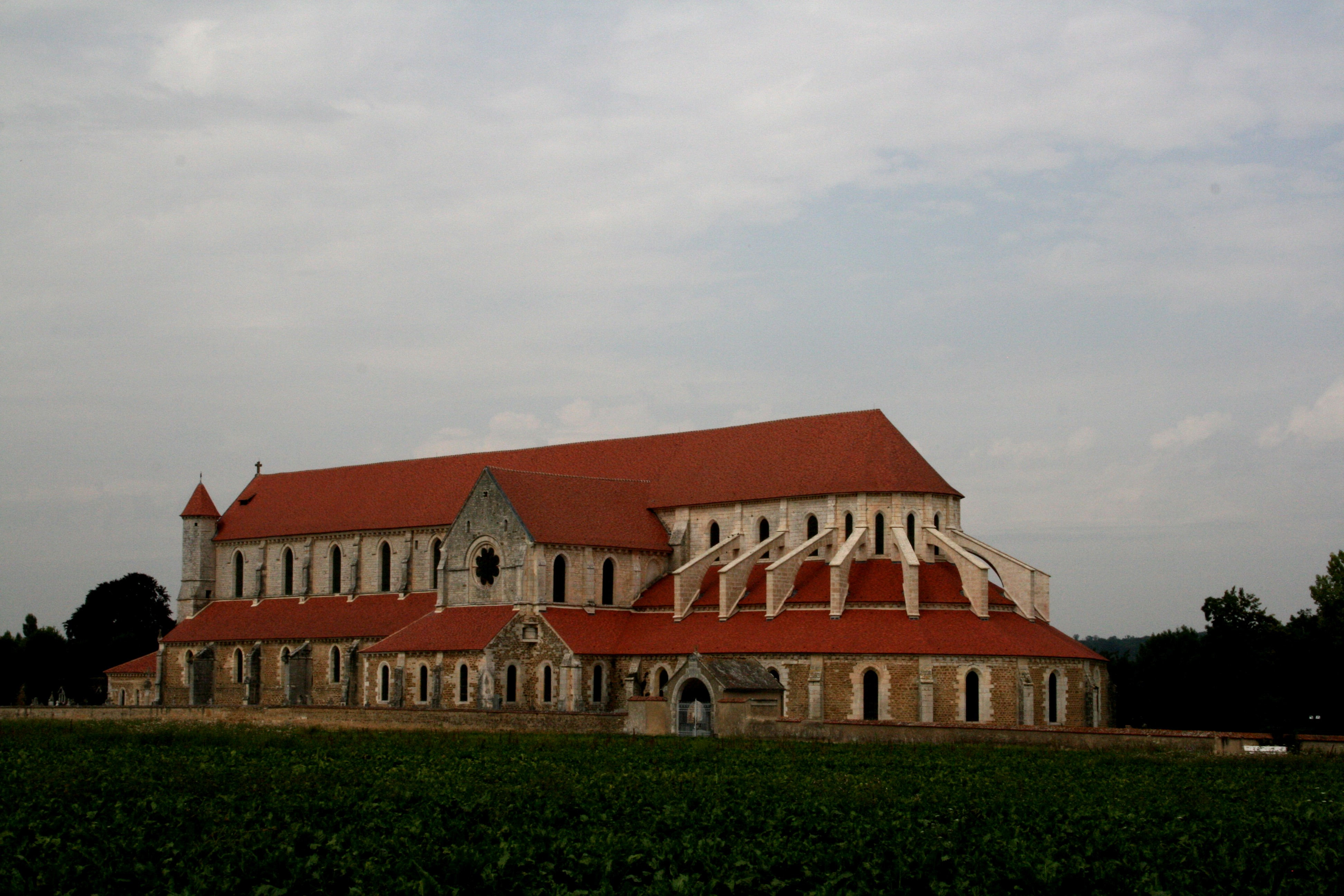
Abbatiale Notre-Dame-et-Saint-Edme de Pontigny.

Anseau a fait preuve tout au long de sa vie de générosité envers le clergé.
Dans une bulle du pape Eugène III du 1er novembre 1147 adressée à Héloïse, il est constaté qu'il donne à l'abbaye du Paraclet le droit d'usage dans ses bois de Courgivolt, de Pouy, de Marcilly-le-Hayer, de Charmoy et dans ses autres bois, afin de s'assurer la faveur du ciel à ses premières armes.
Ainsi, en 1151, lui et son frère Garnier, en présence du roi Louis VII le Jeune à Sens, donnent à l'abbaye de Pontigny des droits dans le bois de Saint-Etienne ainsi que les granges de Bœurs et de Chailley.
En 1164 au plus tard, il fonde un chapitre de chanoines dans la chapelle du château, sous le vocable de la Sainte-Trinité.

### Fin de vie
Anseau II de Traînel meurt en 1188 ou 1189 et est inhumé à la chapelle Notre-Dame de l'abbaye de Vauluisant.

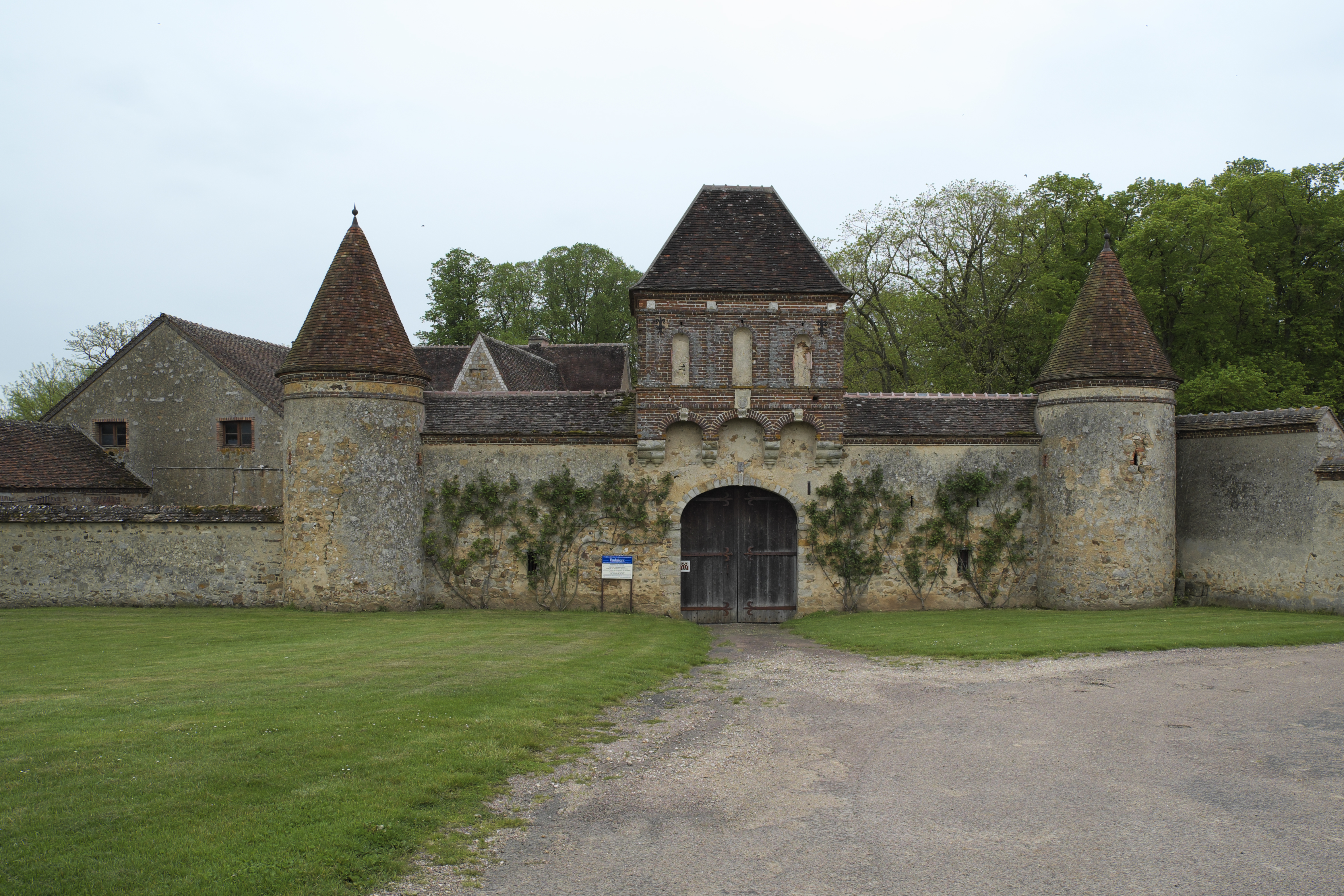
Portail de l'abbaye de Vauluisant.

C'est son fils, Anseau III qui lui succède à la tête de la seigneurie de Traînel,.

## Famille

### Mariage et enfants
Après 1153, il épouse Ermesinde de Bar-sur-Seine, fille de Gui Ier de Bar-sur-Seine, comte de Bar-sur-Seine, et de Pétronille de Chacenay, et sœur de Manassès, évêque de Langres, dont il a deux enfants :
- Anseau III de Traînel, qui succède à son père ;
- Marie de Traînel († après 1197), dame de Charmoy. Elle ne semble pas avoir été mariée ni avoir eu de postérité. Elle aurait été lépreuse à la léproserie des Deux-Eaux à Bréviandes[20].

Une fois veuve, Ermesinde épouse en secondes noces en 1189 Thiébaut Ier de Bar, comte de Bar, dont elle aura trois autres enfants. Elle divorce en 1195 et revient probablement vivre à Traînel.